# Commissario europeo della Finlandia
Il commissario europeo della Finlandia è un membro della Commissione europea proposto al Presidente della Commissione dal Governo della Finlandia.
La Finlandia ha diritto ad un commissario europeo dal 1º gennaio 1995, anno della sua adesione all'Unione europea.

## Lista dei commissari europei della Finlandia
| Commissario      | Competenza                                                      | Commissione      | Periodo        | Partito |
| ---------------- | --------------------------------------------------------------- | ---------------- | -------------- | ------- |
| Henna Virkkunen  | Tecnologie digitali e di frontiera (Vicepresidente)             | von der Leyen II | 2024-in carica | Kok     |
| Jutta Urpilainen | Partenariati internazionali                                     | von der Leyen I  | 2019-2024      | SDP     |
| Jyrki Katainen   | Lavoro, crescita, investimenti e competitività (Vicepresidente) | Juncker          | 2014-2019      | Kok     |
| Jyrki Katainen   | Affari economici e monetari (Vicepresidente)                    | Barroso II       | 2014           | Kok     |
| Olli Rehn        | Affari economici e monetari                                     | Barroso II       | 2010-2014      | SK      |
| Olli Rehn        | Allargamento                                                    | Barroso I        | 2004-2010      | SK      |
| Olli Rehn        | Imprese e società dell'informazione                             | Prodi            | 2004           | SK      |
| Erkki Liikanen   | Imprese e società dell'informazione                             | Prodi            | 1999-2004      | SDP     |
| Erkki Liikanen   | Bilancio, personale ed amministrazione                          | Santer e Marín   | 1995-1999      | SDP     |